# Престабио (Леко)
Престабио је насеље у Италији у округу Леко, региону Ломбардија.
Према процени из 2011. у насељу је живело 47 становника. Насеље се налази на надморској висини од 318 м.